# Héctor Magnetto
Héctor Horacio Magnetto (Chivilcoy, 9 de julio de 1944) es un contador público y empresario argentino. Llegó al diario Clarín en 1972 y en 1974 se convirtió en director ejecutivo del Grupo Clarín, el conglomerado de medios más grande de la República Argentina. Es el propietario del 29,8% de las acciones de dicha empresa. El resto de la sociedad del Grupo Clarín se divide entre los hermanos Marcela y Felipe Noble Herrera (cada uno con el 24,85%), José Antonio Aranda (10,3%) y Lucio Pagliaro (10,2%).

## Biografía
Héctor Horacio Magnetto nació el 9 de julio de 1944 en Chivilcoy. Estudió en la Escuela Normal de Chivilcoy. Se recibió con honores (medalla de oro) de contador público en la Facultad de Ciencias Económicas de la Universidad Nacional de La Plata. Fue dirigente del partido político MID (Movimiento de Integración y Desarrollo).
En el año 1972 ingresó a trabajar al diario Clarín como «adscripto a la dirección». Dos años después se convirtió en su gerente general. En sus primeros años al frente del matutino logró sobreponerlo a una crisis económica y consolidarlo como el diario de mayor circulación en lengua española.
En las siguientes dos décadas, impulsó los procesos de integración vertical y horizontal del diario en el mundo audiovisual y digital, dando origen así al Grupo Clarín.
A principios de la década del 2000, Magnetto fue víctima de un cáncer de laringe, del que fue operado. La operación le afectó la dicción, por lo que se sometió a una reeducación para recuperar el habla. Durante un tiempo su enfermedad puso en duda la continuidad de su dirección del Grupo Clarín. En el año 2005 le detectaron un cáncer de garganta que lo obligó a someterse a un tratamiento que le generó dificultades en la dicción.
En el año 2016 publicó el libro "Así lo viví" junto al sociólogo Marcos Novaro y con los prólogos de los periodistas Carlos Pagni y Marcelo Longobardi.
En el libro, Magnetto cuenta los pormenores del enfrentamiento con los gobiernos de Néstor Kirchner y de su esposa, Cristina Kirchner.
Actualmente, Magnetto es vicepresidente de la Asociación Empresaria Argentina (AEA),
fundador y miembro permanente del Foro Iberoamérica, miembro de la Asociación Mundial de Periódicos (WAN), del Instituto Internacional de Prensa (IPI) y del Consejo Empresario de América Latina (CEAL).

## Controversias

### Denuncia por la compra de la empresa Papel Prensa y sobreseimiento

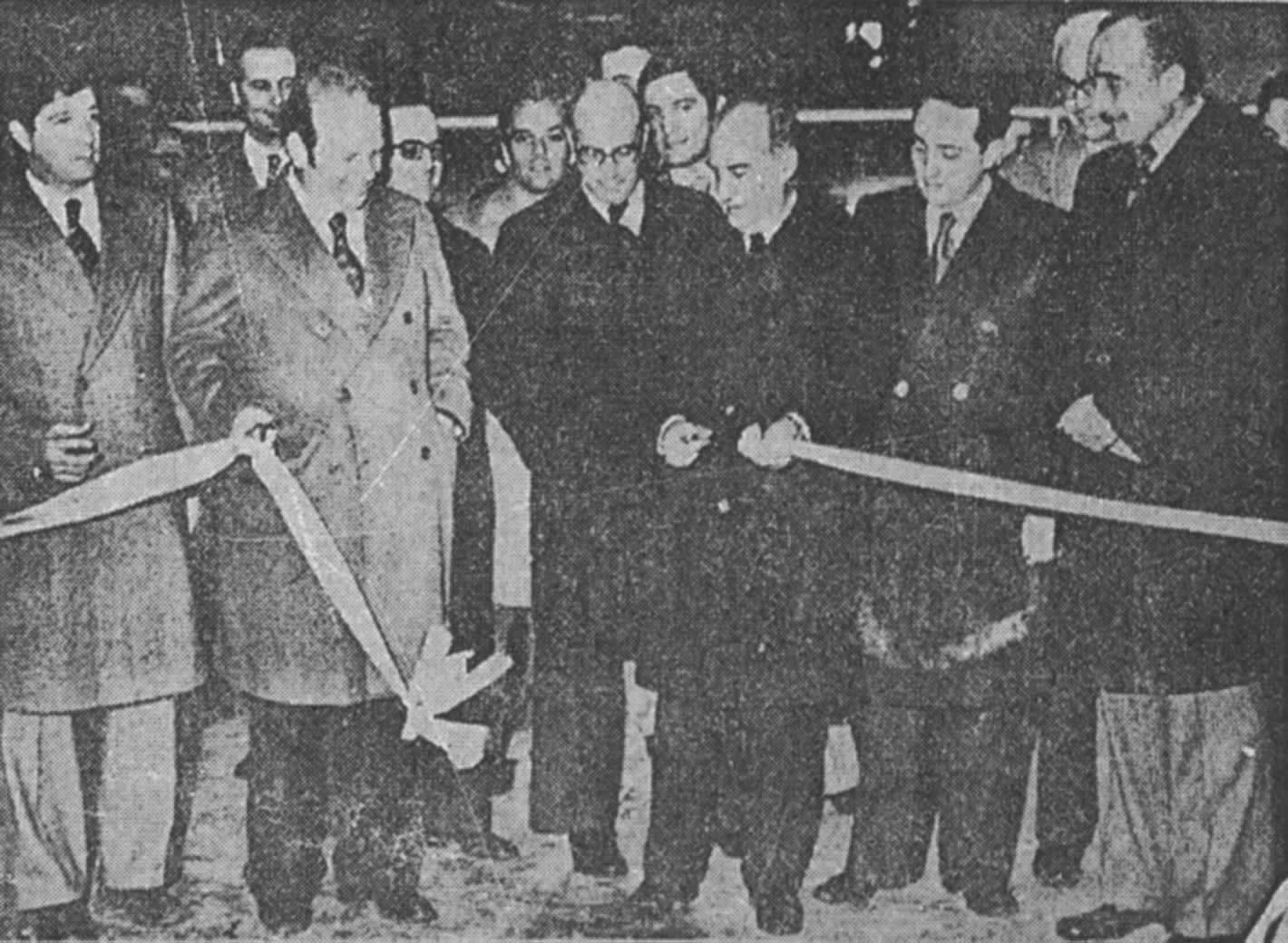
Bartolomé Mitre y Héctor Magnetto en acto realizado en la planta de Papel Prensa.

A mediados de 2010, Lidia Papaleo, viuda del empresario David Graiver, denunció a Héctor Magnetto por su actuación en el proceso de compra de Papel Prensa S. A. afirmando que Magnetto habría producido una coerción psicológica y amenazas de muerte a la viuda y a la hija de Graiver, para forzar que la familia aceptara vender la empresa.
Según la denuncia los hechos habrían tenido lugar en plena dictadura cívico-militar, en el año 1977, luego de la muerte de David Graiver. El paquete accionario de Papel Prensa perteneciente a los Graiver se vendió y pasó a manos de Ernestina Herrera de Noble y de Bartolomé Luis Mitre, propietarios de los diarios Clarín y La Nación, respectivamente. Por la denuncia quedaron imputados por la justicia Herrera de Noble, Mitre y Magnetto, además de Jorge Rafael Videla y José Alfredo Martínez de Hoz, entre otros civiles y militares.
Al declarar más tarde en el juicio contra represores por delitos de lesa humanidad cometidos en centros clandestinos de detención del Circuito Camps, entre ellos Puesto Vasco, donde estuvo detenida, Lidia Papaleo aseguró que «Magnetto me amenazó, me dijo que teníamos que firmar sino perdíamos la vida mi hija y yo».
En diciembre de 2016, el Juez Federal Julián Ercolini sobreseyó a Héctor Magnetto en esta causa judicial ya que concluyó en su fallo que no existió vinculación alguna entre la compra de la empresa
y los delitos de lesa humanidad cometidos por la última dictadura contra la familia Graiver, rechazando la idea de que la operación haya sido ejecutada a precio vil».

### Desestabilización del gobierno de Raúl Alfonsín
Durante su mandato presidencial entre 1983 y 1989, Raúl Alfonsín denunció presiones por parte de Héctor Magnetto en el sentido de derogar el Artículo 45 de la ley de radiodifusión, que restringía la formación de conglomerados de comunicación e impedía al diario Clarín de realizar la adquisición de Radio Mitre. El periodista Jorge Héctor Santos, gerente de Radio Mitre en la década de 1990, cuenta que «Alfonsín no habría cumplido una promesa (la de derogar el artículo en cuestión) y por eso Magnetto utilizó el diario y la radio que ya tenía para apuntarle hasta derrocarlo. Luego vendría Menem, les daría la derogación deseada y Clarín se quedaría finalmente con Radio Mitre».
En 1987, Alfonsín denunciaba públicamente al diario Clarín, diciendo: «Lean el Clarín, que se especializa en titular de manera definida como si realmente quisiera hacerle caer la fe y la esperanza al pueblo argentino». Alfonsín no solo se negó a derogar el Artículo 45, sino que además presentó al Congreso un proyecto de Ley de Radiodifusión. Según Leopoldo Moreau, Alfonsín había pedido que lo apuntalaran para consolidar la democracia, pero Magnetto le contestó que «el obstáculo para apuntalar al Gobierno era la propia figura de Alfonsín».

## Premios y distinciones
En 2008 recibió un Premio Konex de Platino y en el 2010 recibió un premio en nombre del diario Clarín de parte de la Asociación de Entidades Periodísticas Argentinas, en la categoría de Libertad de prensa; durante la ocasión dio un breve discurso en agradecimiento, mostrando una clara mejoría respecto a su salud.
A lo largo de su carrera, Magnetto fue distinguido con varios reconocimientos de parte de instituciones de la Argentina y del mundo como la Asociación de Entidades Periodísticas Argentinas (ADEPA), la Asociación Nacional de Diarios de Brasil (ANJ) y la Asociación Internacional de Radiodifusión (AIR), que lo designó socio honorario en 2012.  
En el año 2016, Magnetto recibió el premio a la Libertad de Expresión que otorga la entidad no gubernamental Freedom House, la organización destacó el rol que tuvieron Magnetto y Clarín en la defensa de la libertad de prensa durante los gobiernos de Néstor y Cristina Kirchner.
Fue uno de los cinco galardonados en 1988 y 1998 con el premio Konex en la categoría Ejecutivos del Comercio, de la Banca y de los Servicios. y como Comunicador Iberoamericano 1998 por el FIAP.